# Anampses femininus
Anampses femininus Randall, 1972 è un pesce di acqua salata appartenente alla famiglia Labridae.

## Habitat e Distribuzione
Proviene dalle barriere coralline dell'oceano Pacifico; è stato localizzato quasi unicamente nel sud dell'Australia, in Nuova Caledonia e dall'Isola di Pasqua.
Nuota a profondità comprese tra i 10 e i 30 m.

## Descrizione
Presenta un corpo compresso lateralmente, allungato e non particolarmente alto, con la testa piuttosto appuntita. Le pinne sono ampie, la pinna caudale non è biforcuta. Non supera i 24 cm.
La livrea varia abbastanza nella vita del pesce, e questo cambiamento è anche la causa del nome: questo pesce è ermafrodita, e gli esemplari più giovani sono femmine. A differenza dei congeneri, in questa specie gli esemplari femminili sono più colorati, e per questo è stata denominata A. femininus.
Gli esemplari più giovani sono prevalentemente gialli, con diverse striature orizzontali che andando verso il peduncolo caudale diventano più ampie fino ad unirsi, così che l'area subito davanti alla pinna caudale e la pinna stessa sono blu. Le pinne sono dello stesso colore del corpo; la pinna dorsale e la pinna anale sono lunghe e non particolarmente basse.
I maschi adulti sono quasi completamente neri, anche se sul corpo e sulle pinne sono presenti striature e macchie irregolari blu. Sulle pinne possono esserci sfumature rossastre.

## Biologia

### Comportamento
I giovani stanno spesso nascosti tra le alghe Fucus, mentre gli adulti nuotano in banchi tra le Kelp.

### Alimentazione
Ha una dieta prevalentemente carnivora composta soprattutto da varie specie di invertebrati marini, in particolare crostacei.

### Riproduzione
È oviparo e la fecondazione è esterna; non ci sono cure verso le uova che vengono disperse nell'acqua. È molto probabilmente ermafrodita.

## Conservazione
È classificato come "a rischio minimo" (LC) dalla lista rossa IUCN perché non è minacciato da particolari pericoli a parte la rara cattura per l'acquariofilia.